# Xã New Hampton, Quận Chickasaw, Iowa
Xã New Hampton (tiếng Anh: New Hampton Township) là một xã thuộc quận Chickasaw, tiểu bang Iowa, Hoa Kỳ. Năm 2010, dân số của xã này là 2.928 người.